# 市來玲奈
市來玲奈（日语：／ Ichiki Rena */?；1996年1月22日—）是日本女性新聞播報員，曾為女性偶像團體乃木坂46成員，現為日本電視台社內播報員。千葉縣出身，身高153公分。

## 略歷
- 2011年8月，通過選拔後正式成為乃木坂46成員。
- 2014年3月，錄取早稻田大學文學部。
- 2014年6月26日，宣佈因學業關係將從乃木坂46畢業[2]；同年7月21日，正式從乃木坂46畢業。
- 2017年2月，獲得日本電視台內定（日语：内定）為新聞播報員。
- 2018年4月，正式進入日本電視台就職。
- 2018年10月1日，開始擔任日本電視台深夜新聞節目《news zero》週一至週三的助理主播。
- 2018年10月14日，正式成為日本電視台人氣綜藝節目《超人氣法律諮詢事務所》第三代秘書。

## 演出

### 電視劇
- 欺詐偶像（東京電視台，2012年1月13日 - 4月6日）

### 電視節目
- 乃木坂，哪裡？ （愛知電視台，2011年10月2日 - 2014年7月）
- 乃木坂浪漫（東京電視台，2012年5月3日、8月24日）
- news zero（日本電視台，2018年10月1日 - ）
- 超人氣法律諮詢事務所 （日本電視台、2018年10月14日 - ）

## 書籍

### 写真集
- 季刊 乃木坂 vol.2 初夏（2014年6月12日、東京ニュース通信社）[3]

### 雑誌連載
- 月刊ダンスビュウ（2012年1月27日、2013年4月27日、モダン出版）[4]

## 外部連結
- 市來玲奈 官網（日語）

乃木坂46時期
- 乃木坂46 市來玲奈 個人簡介（日語）
- 乃木坂46 市來玲奈 官方部落格（日語）